# حبيل الجلة (ردفان)

تعديل مصدري - تعديل

حبيل الجلـة هي إحدى قرى عزلة الحبيلين بمديرية ردفان التابعة لمحافظة لحج، بلغ تعداد سكانها 51 نسمة حسب تعداد اليمن لعام 2004.